# Imposta di soggiorno
L'imposta di soggiorno, detta impropriamente tassa di soggiorno, in Italia, è un'imposta locale a carico delle persone che alloggiano nelle strutture ricettive in luoghi classificati come località turistiche o città d'arte.

## Storia
Fu istituita nel 1910 per le stazioni termali, climatiche e balneari ed estesa nel 1938 alle località di interesse turistico. Fu abolita il 1º gennaio 1989. Quasi contemporaneamente all'inizio del secolo scorso fu istituita anche in Francia, dove vige tuttora, così come in molti altri stati europei e negli Stati Uniti. In Francia nacque su iniziativa dei deputati Lebrun e Ceccaldi, come imposta sul prezzo dei treni dei pendolari transfrontalieri, provenienti soprattutto dal Belgio, ma anche all'Italia, i quali beneficiavano di un maggiore salario reale in rapporto al costo dei generi alimentari e della vita, alle tariffe di trasporto e alla pressione fiscale in genere.
Fra le motivazioni per le quali in Italia era stata soppressa (art. 10, decreto-legge 2 marzo 1989, n. 66), si è considerata anche l'occasione dei campionati mondiali di calcio del 1990. In quell'occasione si considerò che l'abolizione dell'imposta avrebbe consentito prezzi più bassi da parte degli alberghi e degli altri esercizi ricettivi durante l'evento e che vi sarebbe stata una maggiore competitività. Fu reintrodotta nel 2009, quindi 20 anni dopo.

## Disciplina normativa
La legge n. 42/2009 sul federalismo fiscale ha aperto in Italia nuovi scenari di autonomia per gli enti locali; in questo contesto il settore turistico è stato subito interessato al mutamento in atto. L'imposta di soggiorno è stata, infatti, reintrodotta nell'ordinamento italiano con i due provvedimenti seguenti:
- Il decreto-legge 31 maggio 2010, n. 78 che, per il comune di Roma, ha stabilito la possibilità di introdurre un contributo di soggiorno a carico di chi alloggia nelle strutture ricettive della città, da applicare in proporzione alla loro classificazione fino all'importo di 10,00 euro per notte.[5]
- Il decreto legislativo 14 marzo 2011, n. 23, recante disposizioni in materia di federalismo fiscale municipale[6], ha conferito ad altri comuni la facoltà di istituire l'imposta di soggiorno. Ai sensi del comma 1 dell'articolo 4 del suddetto decreto, i capoluoghi di provincia, le unioni di comuni ed i comuni inclusi negli elenchi regionali delle località turistiche o città d'arte possono istituire, con deliberazione del consiglio, un'imposta di soggiorno a carico di coloro che alloggiano nelle strutture ricettive, da applicare, secondo criteri di gradualità in proporzione al prezzo, con un massimo di 5 euro per notte.

## Modalità di applicazione
Le modalità di applicazione sono diverse, possono essere fisse e variabili, con scaglioni associati alle tipologie e categorie alberghiere, con percentuali, con scaglioni associati al prezzo, alla localizzazione e al periodo e, in alcuni casi, un'aliquota percentuale o una misura forfettaria.
Sono previste esenzioni differenziate da comune a comune in base alla residenza, alle classi di età (per ragazzi e giovani e per la terza e quarta età), all'attività svolta e alla durata della permanenza (l'imposta non viene applicata se un soggetto pernotta per più di un certo numero di notti), per i disabili, secondo la proprietà della struttura ricettiva, alla stagionalità e ad altre cause.
L'applicazione dell'imposta avviene secondo criteri eterogenei, ma entro i 5 euro. Nel testo si legge che “i Comuni (...) potranno istituire un'imposta di soggiorno a carico di chi alloggia nelle strutture ricettive del proprio territorio. L'imposta sarà applicata con gradualità, fino a un massimo di 5 euro per notte di soggiorno, in proporzione al prezzo. Il gettito è destinato a finanziare interventi in materia di turismo, manutenzione, fruizione e recupero dei beni culturali e ambientali locali e dei relativi servizi pubblici locali”. 
Alcuni Comuni hanno deciso di rinunciare a questa possibilità, altri invece hanno colto quest'opportunità per generare nuove entrate nelle casse comunali. Con riferimento alle città d'arte italiane la prima a istituire l'imposta di soggiorno con delibera comunale è stata la città di Roma, con una normativa entrata in vigore dal 1º gennaio 2011 (Legge n. 122 del 2010). Il Comune di Roma, tuttavia, dal 1º settembre 2014 ha portato l'imposta di soggiorno a 7 euro, come era consentito dalla legge dedicata (decreto-legge n. 78/2010).
A Roma hanno fatto seguito altre città d'arte, tra cui Firenze (1º luglio 2011), Venezia (23 agosto 2011), Catania (1º settembre 2011), Pisa (1º gennaio 2012), Siena (1º marzo 2012), Torino (2 aprile 2012), Vicenza (1º maggio 2012), Verona (1º agosto 2012), ecc., ma anche località balneari, montane e lacuali, come pure piccoli e medi Comuni. I Comuni che in Italia hanno istituito l'imposta di soggiorno hanno usato diverse modalità applicative. Le situazioni comprendono tre tipi: 
- quota fissa differenziata per tipologia di struttura ricettiva e categoria (formula più diffusa);
- quota differenziata in base al costo della camera;
- quota unica, uguale per tutti gli alberghi.

I regolamenti comunali variano per i soggetti dell'imposta, la durata del soggiorno cui si applica, le eventuali esenzioni dal tributo. Alcune località applicano l'imposta fino al 30º giorno di pernottamento, in altre località si paga per le prime 5 notti, in altre non vi è menzione di un massimo di pernottamenti consecutivi.
Le esenzioni nelle strutture ricettive interessano: under-14, over-65, disabili, coloro che si recano nelle strutture sanitarie pubbliche o private del comune in regime di ricovero, per terapie o visite specialistiche, con estensione del beneficio a max due accompagnatori, dipendenti della pubblica amministrazione, pubblici ufficiali in servizio, quanti sono alloggiati emergenze.
Le località balneari stagionali spesso non applicano l'imposta in bassa stagione. Un tratto comune è l'esenzione ai minori, ma anche qui si notano differenze nell'età.

I tempi e i modi di riscossione non sono standardizzati. Variano:
- per i tempi: da un versamento mensile da effettuarsi entro il 15º giorno del mese successivo, a scadenza trimestrali, a un pagamento unico al termine della stagione estiva. I titolari delle attività hanno la possibilità di optare fra molteplici possibilità di pagamento, ovvero di rateizzare gli importi in situazioni di crisi economica.
- per la modalità: cartaceo su moduli dedicati o a scorporata in fattura, ovvero pagamento online su piattaforma PagoPa o sul sito del Comune o di un'unione di Comuni.

La gestione può risultare onerosa per gli imprenditori, ma è trasparente per il turista che è tenuto a pagare l'imposta al titolare della struttura ricettiva (albergo; dove previsto anche B&B, affittacamere) al termine del periodo di soggiorno. Il titolare provvede alla riscossione dell'imposta, rilasciandone regolare quietanza, e ne versa l'ammontare al Comune secondo le specifiche modalità previste dal regolamento applicativo.
Al 2017, l'imposta di soggiorno è applicata in diciotto Paesi dell'Unione Europea, ovunque come imposta locale con l'eccezione di Malta. La riscossione avviene secondo modalità comuni: è a cura del titolare della struttura ricettiva che, al momento del check-out, incassa una tariffa determinata per notte e pro-capite, in funzione della categoria di albergo, della zona geografica, della vicinanza alle mete turistiche più frequentate. È ovunque previsto un tetto massimo per notte/persona e un numero massimo di pernottamenti oltre il quale la tariffa non è più applicabile, unitamente a un regime di esenzioni per causa o scopo del soggiorno. L'Italia è il Paese europeo con la tassa di soggiorno turistico più elevata, e dove tale tributo è applicato anche per il rinnovo del permesso degli immigrati
In genere, le leggi nazionali prevedono che la percentuale sul costo del soggiorno sia vincolata a bilancio sullo stesso capitolo di spesa pubblica, per la promozione della domanda e il miglioramento dell'offerta turistica mediante l'organizzazione di manifestazioni culturali, eventi e servizi. Tale destinazione d'uso è imposta anche dalla legge italiana, per la quale il gettito è destinato a finanziare interventi in materia di turismo, ivi compresi quelli a sostegno delle strutture ricettive, nonché interventi di manutenzione, fruizione e recupero dei beni culturali e ambientali locali, nonché dei relativi servizi pubblici locali.

Prevale in questo modo il principio del beneficio, correlato a un prelievo proporzionale al prezzo (non al reddito), e in ragione del quale il primo debitore verso l'ente locale è la struttura ricettiva che maggiormente trae vantaggio tratto dalla reinvestimento dell'imposta. Come si evince dall'assenza di esenzioni per le soglie più basse di reddito, resta invece disatteso il principio statale della progressività dell'imposizione tributaria, secondo il quale ciascuno paga in ragione della propria capacità contributiva.
Gli Stati Uniti hanno introdotto nel 2010 una tassa di ingresso di 14 dollari, da versarsi all'atto della richiesta di autorizzazione al viaggio, dieci dollari sono destinati alla promozione turistica. A New York è previsto un contributo di tre dollari e mezzo, cui si aggiunge una room tax in percentuale riferita alla categoria di albergo. Nel 2009 il contributo andava da 2 a 6 dollari per notte e pro-capite.

## L'applicazione a livello comunale
La norma nazionale dà facoltà alle amministrazioni comunali, con proprio regolamento, di adottare l'imposta a seconda di autonome esigenze di bilancio o scelte politiche, diverse da comune a comune.
Nel 2013 sono stati 500 i Comuni italiani che hanno applicato l'imposta di soggiorno (dati Osservatorio Nazionale sulla Tassa di Soggiorno) garantendosi un incasso pari a 287.350.000 euro, che diventeranno oltre 382 milioni nel 2014. Nell'inverno 2014 i Comuni che applicano l'imposta di soggiorno sono infatti diventati 649, ben 149 in più rispetto a dicembre dello scorso anno, con un incremento del 29,8%. I Comuni che oggi applicano l'imposta di soggiorno o la tassa di sbarco corrispondono all'8% di tutti i comuni italiani e al 9,5% di quelli nei quali è presente almeno un esercizio ricettivo. Pertanto rispetto ai comuni che possono applicarla l'incidenza è del 16,6%.
Inoltre la ricettività in termini di camere o posti letto nelle strutture ricettive dei comuni che applicano l'imposta di soggiorno o la tassa di sbarco, è pari al 53,0% di tutta la ricettività presente in Italia mentre, considerando i pernottamenti della clientela, essa copre il 64,1% della domanda (72,5% di quella straniera e il 56,5% di quella domestica).
Il 33,0% dei comuni che applicano l'imposta si trova nel Nord Ovest, il 26,1% nel Nord Est, il 20,6% nel centro e il 19,4% nel Mezzogiorno.
I comuni che per vari motivi non possono applicare l'imposta sono oggi 4.164, di cui 1.239 perché senza alcun esercizio ricettivo o per la mancanza dei requisiti previsti.

## Benefici finanziari per la Pubblica Amministrazione
L'incidenza dell'imposta sulle entrate dei bilanci comunali va da un massimo di 8,2% di Montecatini Terme a valori minimi per le grandi città come Napoli e Milano, con lo 0,3%.
Gli impieghi delle somme raccolte sono in primo luogo utilizzati per manifestazioni ed eventi culturali 29,1%, per la sostenibilità ambientale (17,0%), per il sostegno alle istituzioni (15,9%), per i servizi di trasporto pubblico (12,8%) e in misura più limitata per la promozione (5,7%).

## Osservatorio sulla fiscalità locale
La redazione del rapporto a scala nazionale sulla fiscalità locale che è denominato "Osservatorio sulla fiscalità locale" è curata dalla associazione maggiormente rappresentativa degli albergatori italiani. Il primo rapporto è stato redatto nel gennaio 2012 e nel luglio 2014 è stata pubblicata la quinta edizione nella quale sono riportati in sintesi i regolamenti di tutti i comuni che hanno applicato l'imposta con la possibilità di andare direttamente al documento base di ogni singolo comune.

## Elenco dei Comuni

### Abruzzo
- Alba Adriatica
- Caramanico Terme
- Casalbordino
- Chieti
- Francavilla al Mare
- Giulianova
- Lanciano
- Martinsicuro
- Pescara
- Pescasseroli
- Pineto
- Roccaraso
- Roseto degli Abruzzi
- Scanno
- Silvi
- Sulmona
- Tortoreto
- Vasto

### Basilicata
- Bernalda
- Maratea
- Matera
- Nova Siri
- Pisticci
- Policoro
- Potenza
- Scanzano Ionico

### Calabria
- Belcastro
- Belvedere Marittimo
- Botricello
- Briatico
- Cariati
- Cassano allo Ionio
- Catanzaro
- Cetraro
- Cirò Marina
- Civita
- Corigliano-Rossano
- Cosenza
- Cotronei
- Cropani
- Crotone
- Curinga
- Cutro
- Diamante
- Drapia
- Grisolia
- Guardia Piemontese
- Isola di Capo Rizzuto
- Mandatoriccio
- Maratea
- Melissa
- Nicotera
- Palmi
- Parghelia
- Pizzo
- Praia a Mare
- Riace
- Ricadi
- Sant'Andrea Apostolo dello Ionio
- Santa Maria del Cedro
- Scalea
- Sellia Marina
- Simeri Crichi
- Soverato
- Squillace
- Stalettì
- Tropea
- Vibo Valentia
- Villapiana
- Zambrone

### Emilia-Romagna
- Alto Reno Terme
- Bagno di Romagna
- Bentivoglio
- Bobbio
- Bologna
- Castel San Pietro Terme
- Castenaso
- Castrocaro Terme e Terra del Sole
- Cattolica
- Cervia
- Cesena
- Cesenatico
- Collecchio
- Comacchio
- Faenza
- Ferrara
- Fidenza
- Forlì
- Gatteo
- Imola
- Maranello
- Medicina
- Misano Adriatico
- Modena
- Parma
- Piacenza
- Pieve di Cento
- Ravenna
- Reggio Emilia
- Riccione
- Rimini
- Salsomaggiore Terme
- San Mauro Pascoli

### Friuli Venezia Giulia
- Aquileia
- Arta Terme
- Cividale, dal 2023
- Duino Aurisina
- Forni Avoltri
- Forni di Sopra
- Grado
- Lignano Sabbiadoro
- Ravascletto
- Sauris
- Tarvisio
- Trieste

### Lazio
- Anzio
- Ardea
- Bolsena
- Bracciano
- Cassino
- Ciampino
- Civitavecchia
- Fiano Romano
- Fiuggi
- Fiumicino
- Fondi
- Formia
- Frascati
- Gaeta
- Ladispoli
- Minturno
- Nettuno
- Pomezia
- Ponza
- Rieti
- Roma
- Sabaudia
- Sacrofano
- San Felice Circeo
- Santa Marinella
- Sperlonga
- Terracina
- Tivoli
- Ventotene
- Viterbo

### Liguria
- Alassio
- Albenga[21]
- Albisola Superiore
- Albissola Marina
- Ameglia
- Arenzano
- Bordighera
- Borghetto Santo Spirito[22]
- Camogli
- Castiglione Chiavarese
- Celle Ligure
- Chiavari[23]
- Cogoleto
- Deiva Marina
- Diano Marina
- Dolceacqua
- Finale Ligure
- Framura
- Genova[24]
- Imperia[25]
- La Spezia[26]
- Laigueglia
- Lavagna
- Lerici
- Levanto
- Loano
- Moneglia
- Monterosso al Mare
- Noli
- Ospedaletti
- Pietra Ligure[27]
- Portofino
- Portovenere
- Rapallo[28]
- Recco
- Riomaggiore
- Sanremo
- Sarzana[29]
- Savona[30]
- Sestri Levante
- Spotorno
- Taggia
- Toirano[31]
- Vallecrosia
- Varazze[32]
- Ventimiglia
- Vernazza
- Zoagli

### Lombardia
- Abbadia Lariana
- Argegno
- Baranzate
- Basiglio
- Bellagio
- Bellano
- Bergamo[33]
- Blevio
- Bormio
- Brescia[34]
- Bresso
- Brienno
- Brunate
- Carate Urio
- Castione della Presolana
- Cernobbio
- Cernusco sul Naviglio
- Cinisello Balsamo
- Colico
- Como[35]
- Darfo Boario Terme
- Dervio
- Desenzano del Garda
- Dorio
- Faggeto Lario
- Ferno
- Gardone Riviera
- Gargnano
- Grassobbio
- Gravedona ed Uniti
- Griante
- Idro
- Iseo
- Ispra
- Laglio
- Laveno Mombello
- Lecco[36]
- Lezzeno
- Limone sul Garda
- Lissone
- Lonato del Garda
- Lovere
- Madesimo
- Malgrate
- Mandello del Lario
- Manerba del Garda
- Mantello (Italia)
- Mantova[37]
- Marone
- Menaggio
- Milano[38]
- Moniga del Garda
- Moltrasio
- Monte Isola
- Montorfano
- Monza[39]
- Monzambano
- Nesso
- Oliveto Lario
- Orio al Serio
- Paratico
- Pieve Emanuele
- Pisogne
- Plesio
- Pognana Lario
- Polpenazze del Garda
- Ponte di Legno
- Porlezza
- Pozzolengo
- Predore
- Provaglio d'Iseo
- Puegnago del Garda
- Rho
- Riva di Solto
- Sale Marasino
- Salò
- San Felice del Benaco
- San Pellegrino Terme
- Saronno (dal 1º luglio 2023)
- Sesto San Giovanni
- Sirmione
- Somma Lombardo
- Sondrio
- Stezzano
- Sulzano
- Tignale
- Torno
- Toscolano Maderno
- Tremezzina
- Tremosine sul Garda
- Valdidentro
- Valdisotto
- Valfurva
- Vallio Terme
- Valsolda
- Varenna
- Varese[40]
- Vergiate

### Marche
- Altidona
- Ancona
- Civitanova Marche
- Cupra Marittima
- Fano
- Gabicce Mare
- Grottamare
- Jesi
- Mondolfo
- Numana
- Pesaro
- Porto Recanati
- Potenza Picena
- Recanati
- San Benedetto del Tronto
- Senigallia
- Sirolo
- Urbino

### Piemonte
- Acqui Terme
- Alagna Valsesia
- Alba
- Alessandria
- Ameno
- Arona
- Asti[41]
- Barbaresco
- Bardonecchia[42]
- Baveno
- Bee
- Belgirate
- Bogogno
- Bra
- Cameri
- Canale
- Canelli
- Cannero Riviera
- Canobbio
- Cantalupa[43]
- Castelletto sopra Ticino
- Cesana Torinese
- Cherasco
- Claviere
- Costigliole d'Asti
- Cuneo[44]
- Diano d'Alba
- Dogliani
- Dronero
- Ghiffa
- Granozzo con Monticello
- Grinzane Cavour
- Guarene
- Isola d'Asti
- La Morra
- Lesa
- Limone Piemonte
- Macugnaga
- Magliano Alfieri
- Mango (Italia)
- Meina
- Mergozzo
- Miasino
- Montà
- Montelupo Albese
- Narzole
- Nebbiuno
- Neive
- Neviglie
- Nizza Monferrato
- Novara
- Oleggio Castello
- Ornavasso
- Orta San Giulio
- Oulx
- Pettenasco
- Pianezza
- Pragelato
- Premeno
- Rivoli
- Saluzzo
- Santa Maria Maggiore
- Sauze d’Oulx
- Serralunga d'Alba
- Sestriere
- Settimo Torinese
- Stresa
- Torino[45]
- Treiso
- Varallo
- Verbania
- Viverone

### Puglia
- Alberobello
- Bari
- Brindisi
- Carovigno
- Carpignano Salentino
- Castellana Grotte
- Castellaneta
- Castrignano del Capo
- Fasano
- Gallipoli
- Ginosa
- Giurdignano
- Isole Tremiti
- Lecce
- Manfredonia
- Martina Franca
- Mattinata
- Melendugno
- Monopoli
- Nardò
- Ostuni
- Otranto
- Patù
- Peschici
- Polignano a Mare
- Porto Cesareo
- Rodi Garganico
- Salve (Italia)
- San Giovanni Rotondo
- Santa Cesarea Terme
- Ugento
- Vernole
- Vico del Gargano
- Vieste

### Sardegna
- Aglientu
- Alghero
- Arzachena
- Bosa
- Budoni
- Cabras
- Cagliari
- Carloforte
- Castelsardo
- Castiadas
- Domus de Maria
- Dorgali
- Golfo Aranci
- La Maddalena
- Loiri Porto San Paolo
- Lotzorai
- Maracalagonis
- Muravera
- Olbia
- Oristano
- Palau (Italia)
- Porto Torres
- Posada
- Sant'Anna Arresi
- Sant'Antioco (Italia)
- Santa Teresa di Gallura
- Sassari
- Siniscola
- Sorso
- Stintino
- Torpè
- Trinità d'Agultu e Vignola
- Villaputzu
- Villasimius

### Sicilia
- Aci Castello
- Acireale
- Agrigento
- Alcamo
- Avola
- Balestrate
- Buseto Palizzolo
- Butera
- Calatabiano
- Caltagirone
- Campobello di Mazara
- Campofelice di Roccella
- Castelbuono
- Castellammare del Golfo
- Castelmola
- Castelvetrano
- Catania
- Cefalù
- Enna
- Erice
- Favignana
- Furnari
- Giardini Naxos
- Gioiosa Marea
- Isola delle Femmine
- Ispica
- Lampedusa e Linosa
- Letojanni
- Licata
- Lipari
- Marsala
- Mazara del Vallo
- Menfi
- Messina
- Milazzo
- Modica
- Monreale
- Nicolosi
- Noto
- Pachino
- Palermo
- Pantelleria
- Patti
- Petrosino
- Piazza Armerina
- Piraino
- Pollina
- Pozzallo
- Ragusa
- San Vito Lo Capo
- Santa Croce Camerina
- Sciacca
- Scicli
- Siracusa
- Taormina
- Terrasini
- Trapani
- Ustica
- Valderice

### Toscana
- Abbadia San Salvatore
- Asciano
- Arezzo
- Barberino di Mugello
- Barberino Tavarnelle
- Barga
- Bagno a Ripoli
- Barberino Val d'Elsa
- Bibbona
- Borgo San Lorenzo
- Bucine
- Buonconvento
- Calenzano
- Campi Bisenzio
- Campiglia Marittima
- Capoliveri
- Capraia e Limite
- Casale Marittimo
- Casole d'Elsa
- Castagneto Carducci
- Castelfiorentino
- Castellina in Chianti
- Castelnuovo Berardenga
- Castelnuovo di Garfagnana
- Castiglione d'Orcia
- Castiglione della Pescaia
- Cavriglia
- Cecina
- Cerreto Guidi
- Certaldo
- Cetona
- Chianciano Terme
- Chianni
- Chiusdino
- Chiusi
- Colle di Val d'Elsa
- Cortona
- Dicomano
- Empoli
- Fauglia
- Fiesole
- Figline Valdarno
- Firenze
- Firenzuola
- Follonica
- Fucecchio
- Gaiole in Chianti
- Gambassi Terme e Montaione (Servizio gestito congiuntamente dai due comuni)
- Gavorrano
- Greve in Chianti
- Grosseto
- Guardistallo
- Impruneta
- Incisa Valdarno
- Isola del Giglio
- Lajatico
- Lamporecchio
- Lastra a Signa
- Laterina Pergine Valdarno
- Livorno
- Londa
- Loro Ciuffenna
- Lucca
- Manciano
- Marradi
- Massa
- Massa Marittima
- Monsummano Terme
- Montalcino
- Montecatini Terme
- Montelupo Fiorentino
- Montepulciano
- Montescudaio
- Monteriggioni
- Monteroni d'Arbia
- Montespertoli
- Montevarchi
- Monticiano
- Montignoso
- Orbetello
- Palaia
- Palazzuolo sul Senio
- Pelago
- Pienza
- Pietrasanta
- Piombino
- Pisa
- Pistoia
- Pitigliano
- Poggibonsi
- Pontassieve
- Pontedera
- Portoferraio
- Prato
- Radda in Chianti
- Radicofani
- Rapolano Terme
- Reggello
- Rignano sull'Arno
- Rosignano Marittimo
- Rufina
- San Casciano dei Bagni
- San Casciano in Val di Pesa
- San Gimignano
- San Giuliano Terme
- San Godenzo
- San Piero a Sieve
- San Quirico d'Orcia
- San Vincenzo
- Santa Fiora
- Sarteano
- Sassetta (Italia)
- Scarlino
- Scarperia
- Sesto Fiorentino
- Siena
- Signa
- Sinalunga
- Sovicille
- Suvereto
- Torrita di Siena
- Trequanda
- Vaglia (Italia)
- Viareggio
- Vicchio
- Vinci
- Volterra
- Unione dei comuni Circondario dell'Empolese Valdelsa
- Unione montana dei comuni del Mugello

### Trentino Alto Adige
- Aldino
- Andriano
- Anterino
- Appiano sulla strada del vino
- Avelengo
- Badia
- Barbiano
- Bolzano
- Braies
- Brennero
- Bressanone
- Bronzolo
- Brunico
- Caines
- Caldaro sulla Strada del Vino
- Campo di Trens
- Campo Tures
- Castelbello-Ciardes
- Castelrotto
- Cermes
- Chienes
- Chiusa
- Cornedo all'Isarco
- Cortaccia sulla strada del vino
- Corvara in Badia
- Curon Venosta
- Dobbiaco
- Egna
- Falzes
- Fiè allo Sciliar
- Fortezza
- Funes
- Gais
- Gargazzone
- Glorenza
- La Valle
- Laces
- Lagundo
- Laion
- Laives
- Lana
- Lasa
- Luson
- Magrè sulla Strada del Vino
- Malles Venosta
- Marebbe
- Marlengo
- Martello
- Meltina
- Merano
- Monguelfo-Tesido
- Montagna sulla Strada del Vino
- Moso in Passiria
- Nalles
- Naturno
- Naz-Sciaves
- Nova Levante
- Nova Ponente
- Ora
- Ortisei
- Parcines
- Perca
- Plaus
- Postal
- Prato allo Stelvio
- Predoi
- Racines
- Rasun-Anterselva
- Renon
- Rifiano
- Rio di Pusteria
- Rodengo
- Salorno
- San Candido
- San Genesio Atesino
- San Leonardo in Passiria
- San Lorenzo di Sebato
- San Martino in Badia
- San Martino in Passiria
- San Pancrazio (Italia)
- Santa Cristina Valgardena
- Sarentino
- Scena (Italia)
- Selva dei Molini
- Selva di Val Gardena
- Senale-San Felice
- Senales
- Sesto
- Silandro
- Sluderno
- Stelvio
- Terento
- Terlano
- Termeno sulla Strada del Vino
- Tesimo
- Tires
- Tirolo
- Trodena nel Parco Naturale
- Tubre
- Ultimo
- Vadena
- Val di Vizze
- Valdaora
- Valle Aurina
- Valle di Casies
- Vandoies
- Varna
- Velturno
- Verano
- Villabassa
- Villandro
- Vipiteno

### Umbria
- Assisi
- Cascia
- Castiglione del Lago
- Città della Pieve
- Ficulle
- Gubbio
- Magione
- Narni
- Orvieto
- Passignano sul Trasimeno
- Perugia
- Spoleto
- Terni
- Todi

### Valle D'Aosta
- Aosta
- Arvier
- Ayas
- Aymaville
- Brissogne
- Chamois
- Charvensod
- Châtillon
- Courmayeur
- Doues
- Etroubles
- Fénis
- Gignod
- Gressan
- Gressoney-La-Trinité
- Gressoney-Saint-Jean
- Jovençan
- La Salle
- La Thuile
- Montjovet
- Morgex
- Nus
- Ollomont
- Pollein
- Pré-Saint-Didier
- Rhêmes-Notre-Dame
- Quart
- Roisan
- Saint-Pierre (Italia)
- Saint-Christophe (Italia)
- Saint-Marcel (Italia)
- Saint-Oyen (Italia)
- Saint-Vincent (Italia)
- Sarre
- Torgnon
- Valtournenche (comune)
- Valpelline (comune)

### Veneto
- Abano Terme
- Affi
- Alano di Piave
- Alleghe
- Alpago_
- Arsiè
- Asiago
- Asolo
- Auronzo di Cadore
- Bardolino
- Bassano del Grappa
- Borso del Grappa
- Brenzone
- Belluno
- Bussolengo
- Campodarsego
- Canale d'Agordo
- Caorle
- Caprino Veronese
- Castel d'Azzano
- Castelfranco Veneto
- Castelnuovo del Garda
- Cavallino-Treporti
- Cavaso del Tomba
- Cesiomaggiore
- Chies d'Alpago
- Chioggia
- Cison di Valmarino
- Cittadella
- Colle Santa Lucia
- Conegliano
- Cortina D'Ampezzo
- Costabissara
- Costermano sul Garda
- Creazzo
- Desenzano del Garda
- Eraclea
- Falcade
- Farra di Soligo
- Feltre
- Ferrara di Monte Baldo
- Follina
- Fonzaso
- Fumane
- Galzignano Terme
- Gargnano
- Garda
- Jesolo
- Lamon
- Lazise
- Limone sul Garda
- Livinallongo del Col di Lana
- Lonigo
- Malcesine
- Marcon
- Mogliano Veneto
- Montebelluna
- Montegrotto Terme
- Mussolente
- Negrar di Valpolicella
- Nogarole Rocca
- Occhiobello
- Oderzo
- Padova
- Pescantina
- Peschiera del Garda
- Pedavena
- Pieve del Grappa
- Ponzano Veneto
- Porto Tolle
- Preganziol
- Quero Vas
- Quarto d'Altino
- Quinto di Treviso
- Revine Lago
- Rocca Pietore
- Romano d'Ezzelino
- Rosolina
- San Gregorio nelle Alpi
- San Martino Buon Albergo
- San Michele al Tagliamento
- San Pietro di Feletto
- San Pietro in Cariano
- San Vito di Cadore
- San Zeno di Montagna
- Sant'Ambrogio di Valpolicella
- Santa Giustina (Italia)
- Selva di Cadore
- Seren del Grappa
- Soave
- Sommacampagna
- Sona
- Sovramonte
- Tambre
- Tarzo
- Tezze sul Brenta
- Torri del Benaco
- Treviso
- Unione dei Comuni della Valtenesi
- Val di Zoldo
- Valdobbiadene
- Valeggio sul Mincio
- Venezia[46]
- Verona
- Vicenza
- Villafranca di Verona
- Villorba
- Vittorio Veneto